# Opzione binaria
Un'opzione binaria (o digitale) è un tipo di opzione dove il pay-off (guadagno) è limitato ad un ammontare fisso (come parte di un asset) oppure nullo. Esse prendono il proprio nome dal fatto che l'esito dell'investimento ha due soli possibili risultati: previsione corretta o incorretta.
Tali strumenti opzioni hanno la caratteristica di non valutare il guadagno in termini differenziali (ovvero come la differenza tra il valore di mercato del titolo rappresentativo e lo strike price) ma il ricavo è fissato al momento della stipulazione del contratto. In parole povere si tratta di una scommessa su un trend (andamento) di un certo titolo che potrà essere a ribasso o a rialzo in breve, medio o lungo termine.
Il ritorno economico che si può ottenere da un'operazione è perciò fissato in partenza e viene espresso in termini di percentuale; questa può variare in base alla scadenza della singola opzione binaria, al tipo di asset scelto, al tipo di opzione binaria. Tra gli asset che si possono scegliere vi sono: 
- asset forex
- asset materie prime
- asset indici
- asset azioni

Una volta scelto l'asset si può proseguire scegliendo la data di scadenza e l'ammontare della puntata, che solitamente prevede una quota minima e una quota massima la quota dipende dal broker.

## Tipi di opzioni binarie
Inizialmente vi erano solo le opzioni binarie classiche, denominate "alto/basso", successivamente l'offerta si è ampliata arrivando a concepire differenti modi di scommettere sull'andamento del valore di un asset. I più popolari tipi di opzioni binarie sono:
- opzioni binarie alto/basso
- opzioni binarie coppia
- opzioni binarie breve termine
- opzioni binarie one touch

Le opzioni binarie alto/basso non sono altro che le opzioni binarie classiche, in cui bisogna scegliere se il valore dell'asset salirà o scenderà alla fine della scadenza predefinita. Da questo tipo di opzione scaturiscono le altre varianti.
Le opzioni binarie coppia mettono a confronto due differenti asset, il compito dello scommettitore è quello di decidere quale tra i due asset otterrà la performance migliore entro la scadenza dell'opzione. Il classico esempio che spesso si fa per far comprendere bene questo tipo di opzione prende come riferimento le azioni Google ed Apple, lo scommettitore dovrà pertanto porsi il quesito: quale delle due azioni salirà entro la scadenza dell'opzione?
Le opzioni binarie a breve termine sono praticamente identiche alle opzioni binarie alto/basso, con l'unica differenza che queste prevedono un tempo di scadenza breve, che le suddivide ulteriormente in: 
- opzioni binarie 30 secondi
- opzioni binarie 60 secondi
- opzioni binarie 120 secondi

Le opzioni binarie one touch prevedono una quota target, che viene scelta dal broker, in base alla quale lo scommettitore dovrà decidere se il valore dell'asset, nel periodo della scadenza, toccherà tale quota. Se il valore tocca almeno una volta tale quota l'opzione può considerarsi in the money (in profitto).
Tra i maggiori esperti internazionali si considera esservi Sanford J. Grossman della Wharton School della Pennsylvania University a Filadelfia, che ha teorizzato ed elaborato un modello matematico al fine di creare una completa rappresentazione matematica di questo complesso argomento.

## Critiche
Queste piattaforme sono considerate come piattaforme di scommesse, piuttosto che piattaforme di investimento a causa del basso ritorno in caso di vincita e perché richiedono poca o nessuna conoscenza.
Gordon Pape su Forbes afferma a proposito di coloro che vorrebbero diventare trader di opzioni binarie:
(Gordon Pape, 27 luglio 2010)